# Povrhpoljina
Povrhpoljina (en serbe cyrillique : Поврхпољина) est un village du centre du Monténégro, dans la municipalité de Danilovgrad.

## Démographie

### Évolution historique de la population
| 1948 | 1953 | 1961 | 1971 | 1981 | 1991 | 2003 |
| ---- | ---- | ---- | ---- | ---- | ---- | ---- |
| 228  | 252  | 197  | 121  | 90   | 61   | 51   |